# Grive d'Oberlaender
Geokichla oberlaenderi
Espèce
Synonymes
- Zoothera oberlaenderi

Statut de conservation UICN

 NT  : Quasi menacé
La Grive d'Oberlaender (Geokichla oberlaenderi anciennement Zoothera oberlaenderi) est une espèce de passereaux de la famille des Turdidae.

## Répartition
Elle est originaire de la République démocratique du Congo et d'Ouganda.

## Habitat
Elle vit dans les forêts humides tropicales et subtropicales.
Elle est menacée par la perte de son habitat.